# Edmund del Guercio
Edmund del Guercio (9 de marzo de 1983) es un deportista estadounidense que compitió en remo como timonel. Ganó dos medallas de oro en el Campeonato Mundial de Remo, en los años 2007 y 2009.

## Palmarés internacional
| Campeonato Mundial | Campeonato Mundial   | Campeonato Mundial | Campeonato Mundial      |
| Año                | Lugar                | Medalla            | Prueba                  |
| ------------------ | -------------------- | ------------------ | ----------------------- |
| 2007               | Múnich (Alemania)    | Medalla de oro     | Cuatro con timonel      |
| 2008               | Ottensheim (Austria) | Medalla de oro     | Ocho con timonel ligero |